# Mahmoud Zemmouri
Pour les articles homonymes, voir Zemmouri.
Mahmoud Zemmouri est un acteur, réalisateur et scénariste algérien, né le 22 décembre 1946 à Boufarik (Algérie) et mort le 4 novembre 2017 à Bry-sur-Marne (France).
Il a fait sa carrière essentiellement en France. L'immigration et les conditions sociales de la deuxième génération d'immigrés sont ses thèmes de prédilection. Il est notamment connu pour avoir interprété le rôle de Rachid dans Tchao Pantin de Claude Berri (1983) et celui d'Omar dans La Smala de Jean-Loup Hubert (1984).

## Biographie
Le cinéaste algérien Mahmoud Zemmouri est installé en France depuis 1967. Il est diplômé de l’Ecole nationale supérieure Louis-Lumière et de l’IDHEC de Paris. Il commence sa carrière comme assistant réalisateur sur deux films tournés en France par Ali Ghalem et il se lance dans la réalisation avec un premier court métrage, La Brèche (1976). 
Il  mène en parallèle une carrière de comédien et de réalisateur. C'est le plus méditerranéen des cinéastes maghrébins. Son approche cinématographique emprunte les clichés propres au cinéma néoréaliste italien. Son œuvre aborde des problèmes graves et actuels de la société algérienne sur le ton de la dérision sans pour autant négliger l'audace et la subtilité.
Il attire l’attention avec son premier long-métrage, Prends 10 000 balles et casse-toi (1981), une comédie satirique qui dénonce les failles de la politique du regroupement familial.
Avec une prédilection pour le registre léger ou bouffon, il aborde le problème sensible des débordements de la guerre d’Algérie dans Les Folles années du twist (1986), avec Jacques Villeret et Richard Bohringer. Pour la première fois, le thème de la guerre qui abonde dans le cinéma algérien est désacralisé, en racontant l'héroïsme et l'opportunisme des habitants d'un village près d'Alger, pendant les deux dernières années de la guerre (1960-1962).
En 1997, il tourne 100 % Arabica (1997), il aborde l’intégrisme religieux sur le ton de l’humour en mettant face à face, les chanteurs de raï Cheb Khaled et Cheb Mami.
En 1991, il s’en prend aux religieux avec De Hollywood à Tamanrasset. Sur l’une ou l’autre rive de la Méditerranée, le cinéaste conserve son regard iconoclaste ; en témoigne son long métrage Beur blanc rouge (2006).
Son dernier film, Certifiée Hallal (2015), avec Hafsia Herzi, sur les mariages forcés, a connu une exploitation en salle limitée.
Il a entamé sa carrière d'acteur en 1977 dans le film L'Autre France d'Ali Ghanem. Mahmoud Zemmouri a tenu des seconds rôles dans une dizaine de films dont le rôle de Rachid dans Tchao Pantin (1983) de Claude Berri, Omar dans La Smala de Jean-Loup Hubert (1984), Hexagone (1994) de Malik Chibane et Munich (2006) de Steven Spielberg.
Il meurt le 4 novembre 2017 à Bry-sur-Marne. Il est inhumé dans sa ville natale de Boufarik en Algérie.

## Filmographie

### Acteur

#### Cinéma
- 1977 : L'Autre France d'Ali Ghalem
- 1983 : Tchao Pantin de Claude Berri
- 1984 : Pinot simple flic de Gérard Jugnot
- 1984 : La Smala de Jean-Loup Hubert
- 1986 : Nuit d'ivresse de Bernard Nauer
- 1987 : L'Œil au beur(re) noir de Serge Meynard
- 1991 : La Thune de Philippe Galland
- 1992 : Blanc d'ébène de Cheik Doukouré
- 1993 : L'Honneur de la tribu de Mahmoud Zemmouri
- 1994 : Hexagone de Malik Chibane
- 1997 : 100% Arabica de Mahmoud Zemmouri
- 2005 : Munich de Steven Spielberg

#### Télévision
- 1988 : Série Noire - La fée carabine d'Yves Boisset
- 1989 : Commissaire Moulin - Paris 18 de Paul Planchon
- 1992 : Julie Lescaut de Caroline Huppert

### Réalisateur
- 1981 : Prends 10 000 balles et casse-toi
- 1986 : Les Folles Années du twist
- 1991 : De Hollywood à Tamanrasset
- 1993 : L'Honneur de la tribu
- 1997 : 100% Arabica
- 2006 : Beur blanc rouge
- 2007 : Imarat El-Hadj Lakhdar
- 2008 : Imarat El-Hadj Lakhdar 2
- 2009 : Imarat El-Hadj Lakhdar 3
- 2015 : Certifiée halal